# Barry Fitzgerald
Barry Fitzgerald (občanským jménem William Joseph Shields; 10. března 1888 - 14. ledna 1961) byl irský divadelní, filmový a televizní herec. Během kariéry trvající téměř čtyřicet let se objevil ve filmech jako Leopardí žena (1938), The Long Voyage Home (1940), How Green Was My Valley (1941), Going My Way (1944), None but the Lonely Heart (1944) a The Quiet Man (1952). Za film Going My Way (1944) získal Oscara za nejlepší vedlejší roli a současně byl nominován na Oscara za nejlepší mužský herecký výkon. Byl starším bratrem irského herce Arthura Shieldse. V roce 2020 byl uveden na 11. místě v seznamu největších irských filmových herců sestaveném deníkem The Irish Times.